# Ski or Die
Ski or Die est un jeu vidéo de sport d'hiver multi-épreuves développé et édité par Electronic Arts en 1990 sur Commodore 64, Amiga et DOS. Le jeu a aussi été édité par Ultra Software sur NES.

## Système de jeu
Ski or Die se compose de 5 mini-jeux pouvant être joué individuellement ou à suivre les uns après les autres.
Dans le jeu, on trouve les sports et loisirs suivants :
- Snowboard en half-pipe
- Ski acrobatique
- Descente
- Bataille de boules de neige
- Course de bouées

## À noter
Ski or Die a été conçu par les californiens Michael Kosaka, Nana Chambers et Michael Abbott. Il fait suite à Skate or Die! (1987) qui prenait pour cadre les sports de glisse urbains et dont il reprend globalement la structure.